# 光千金藤
光千金藤（学名：Stephania forsteri）为防已科千金藤属的植物。分布于波利尼西亚、孟加拉、印度尼西亚、澳大利亚以及中国大陆的云南、广西等地，生长于海拔400米至2,300米的地区，常生于林缘，目前尚未由人工引种栽培。